# Urús
Urús è un comune spagnolo di 198 abitanti situato nella comunità autonoma della Catalogna. Fa parte della regione storica nota come Cerdagna.